# Nevado Olivares
El Nevado de Olivares es una montaña ubicada en la frontera de Chile y Argentina, en la Región de Coquimbo y la Provincia de San Juan. El macizo no posee signos de actividad volcánica, y es considerada una montaña geológicamente joven. Forma parte de un sistema montañoso denominado Cordón de Olivares, el cual es relativamente desconocido.
A pesar de su relativa cercanía con el Paso Internacional Agua Negra, que une las ciudades de Vicuña en Chile y San José de Jáchal en Argentina por medio de la Ruta 41 y la Ruta RA-150 respectivamente, la montaña es escasamente visita y registra su primer ascenso en 1964.
En Chile, el agua de deshielo de este cordón corre a través de la Quebrada de Chita y riega las localidades de Las Lagunas y Bella Vista. Sin embargo, el balance hídrico de septiembre de 2024 constató un déficit del 100% en nieve en la estación Cerro Olivares, en el marco de la megasequía que afecta al país.